# Morgex
Morgex (prononcé : /mɔʁ.ʒe/ ) est une commune italienne alpine de la région Vallée d'Aoste.

## Toponymie
Suivant le patois francoprovençal local, le nom « Morgex » se prononce sans le « x » final, « Morgé », comme pour de nombreux toponymes et noms de famille de la Vallée d'Aoste et des régions limitrophes (Savoie et Valais).
Le toponyme Morgex dérive du patois valdôtain meurdziye, terme indiquant de façon générale un tas de pierres, et dans ce cas particulier des petits murs construits avec des pierres récupérées dans la Doire Baltée afin de séparer les parcelles (bornage primitif). À moins qu'il ne s'agisse d'un type ancien en *-iacum, en raison du fait qu'à l'époque romaine, Morgex s'appelait sans doute Moriacium. D'autres toponymes envisagés sont Morgentia et Morgetium.

## Géographie

Localisation de la commune de Morgex à l'intérieur de la Vallée d'Aoste.

Cette commune se trouve au cœur du Valdigne, et fait partie de la communauté de montagne Valdigne - Mont-Blanc. Elle se situe au début de la route pour la Tête d'Arpy, qui relie la vallée de la Doire Baltée au vallon de La Thuile.

## Histoire
Morgex est le chef-lieu historique du Valdigne, et reçut les franchises en 1318 par le duc Amédée V de Savoie.
Morgex a été siège cantonal de l'Arrondissement d'Aoste, de 1802 à 1814.

## Économie
La commune de Morgex, ensemble avec celle de La Salle, est très connue pour la production d'un vin blanc AOP, le Blanc de Morgex et de La Salle.
En particulier, sur le versant de la gauche orographique de la Doire Baltée en amont du lieu-dit Dalley, se situent les plus hauts vignobles d'Europe, qui produisent le vin blanc Chaudelune, de production très réduite, requérant entre autres une vendange nocturne.

## Transports
La commune dispose d'une gare sur la ligne Aoste - Pré-Saint-Didier, desservie par un train toutes les heures environ.

## Culture
La fondation Centre d'études historiques et littéraires Natalino Sapegno siège dans la tour de l'Archet.

## Monuments et lieux d'intérêt

### Architecture militaire
- Le château Pascal de la Ruine ;
- La Tour de l'Archet, aujourd'hui siège de la fondation Centre d'études historiques et littéraires Natalino Sapegno ;
- La maison-forte Bozel ;
- D'autres maisons-fortes, citées par Jean-Baptiste de Tillier, ne sont plus présentes de nos jours, entre elles la maison-forte de Léaval, la maison-forte de Malliet et la maison-forte de Rubilly.

### Architecture religieuse

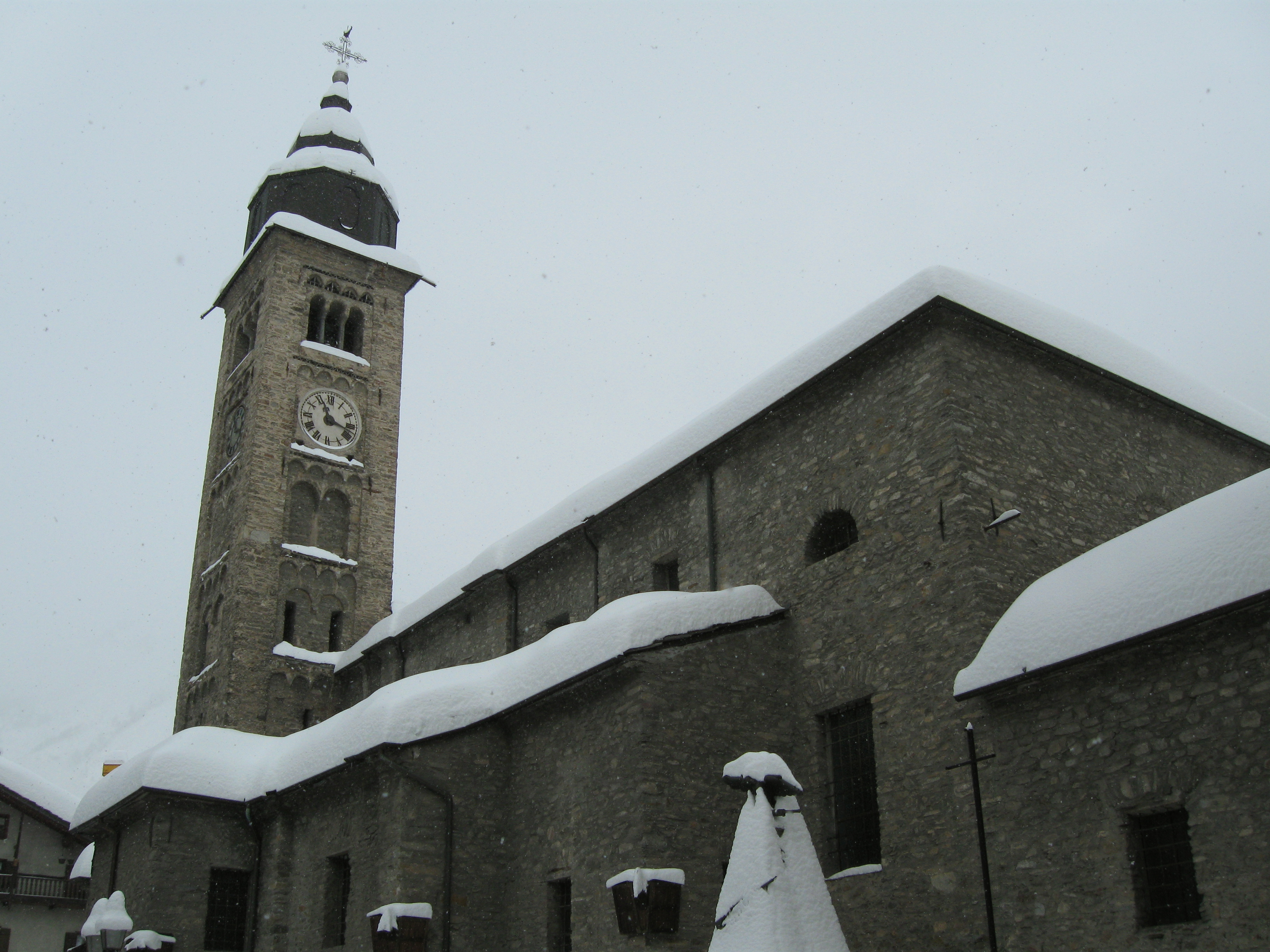
L'église Notre-Dame-de-l'Assomption en hiver.

- L'église paroissiale Notre-Dame-de-l'Assomption (voir lien externe au fond de l'article) avec son musée est l'une des plus anciennes du Valdigne et du Val d'Aoste. Elle remonte au XIIe siècle. À remarquer le clocher roman, les fresques à l'intérieur et le musée paroissial avec les objets du bienheureux Vuillerme de Léaval.
- Les chapelles des hameaux sont nombreuses : à Arpy, au Dailley, à La Ruine, au Lavancher, au Liarey, à Licony et au Villair.

### Aires naturelles
- Parc pinède de la Ruine
- Cascades Liliane
- Réserve naturelle du Marais

## Société

### Évolution démographique
Habitants recensés

## Personnalités liées à Morgex
- Vuillerme de Léaval - Saint patron de Morgex, qui vécut entre le XIIe et le XIIIe siècle.

## Galerie de photos

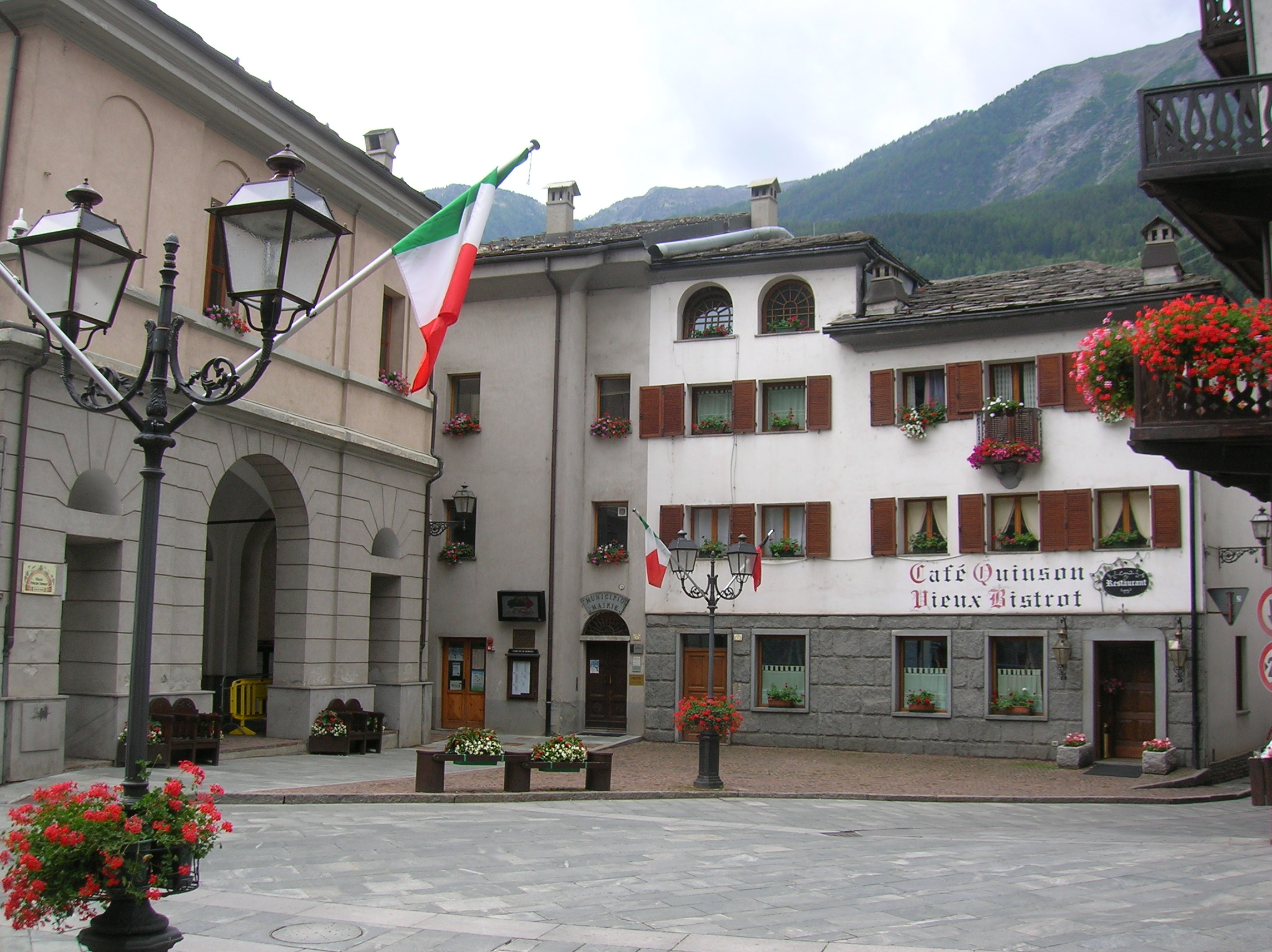
La maison communale
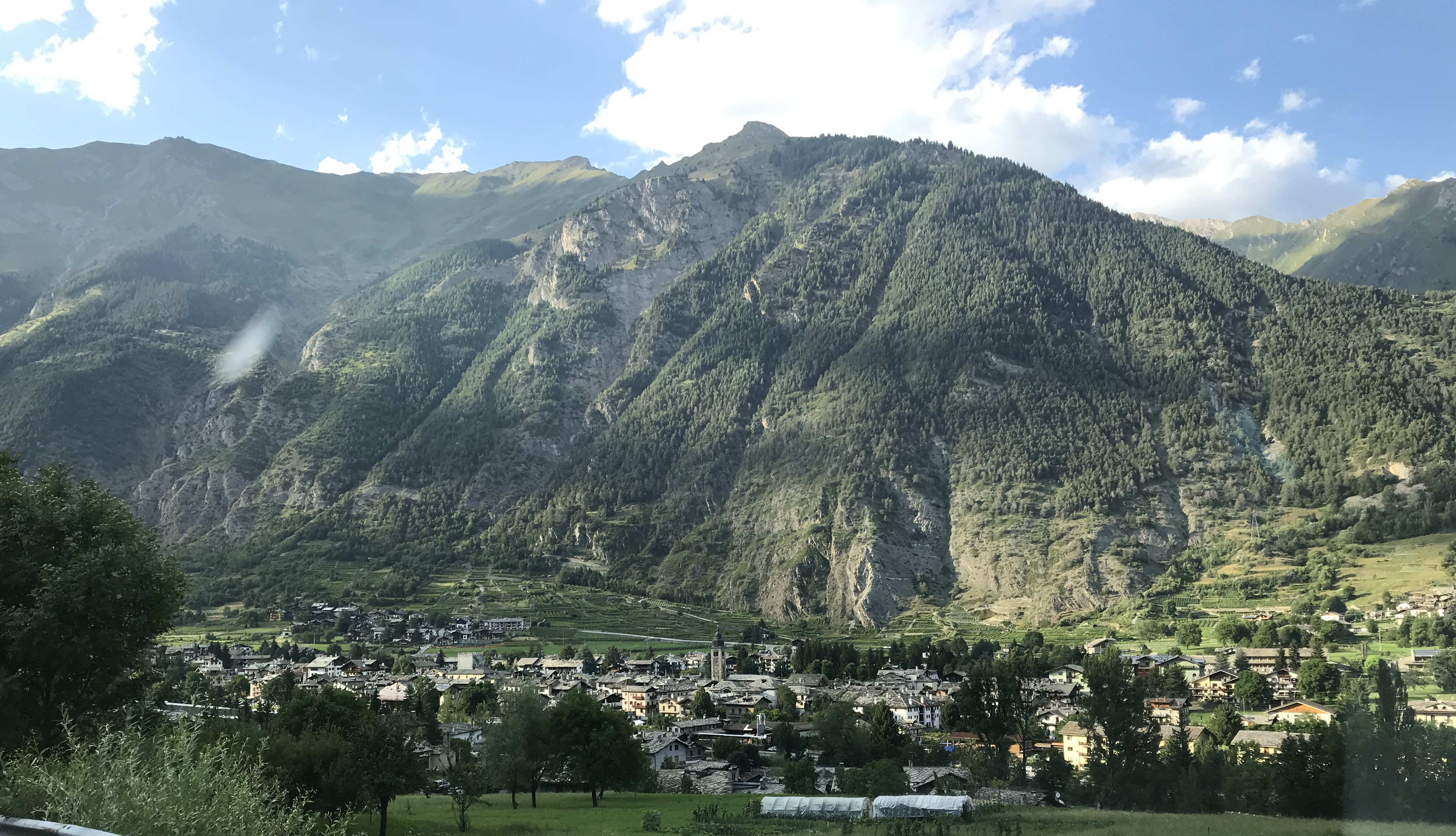
Panorama du chef-lieu, vu de la route pour le col Saint-Charles
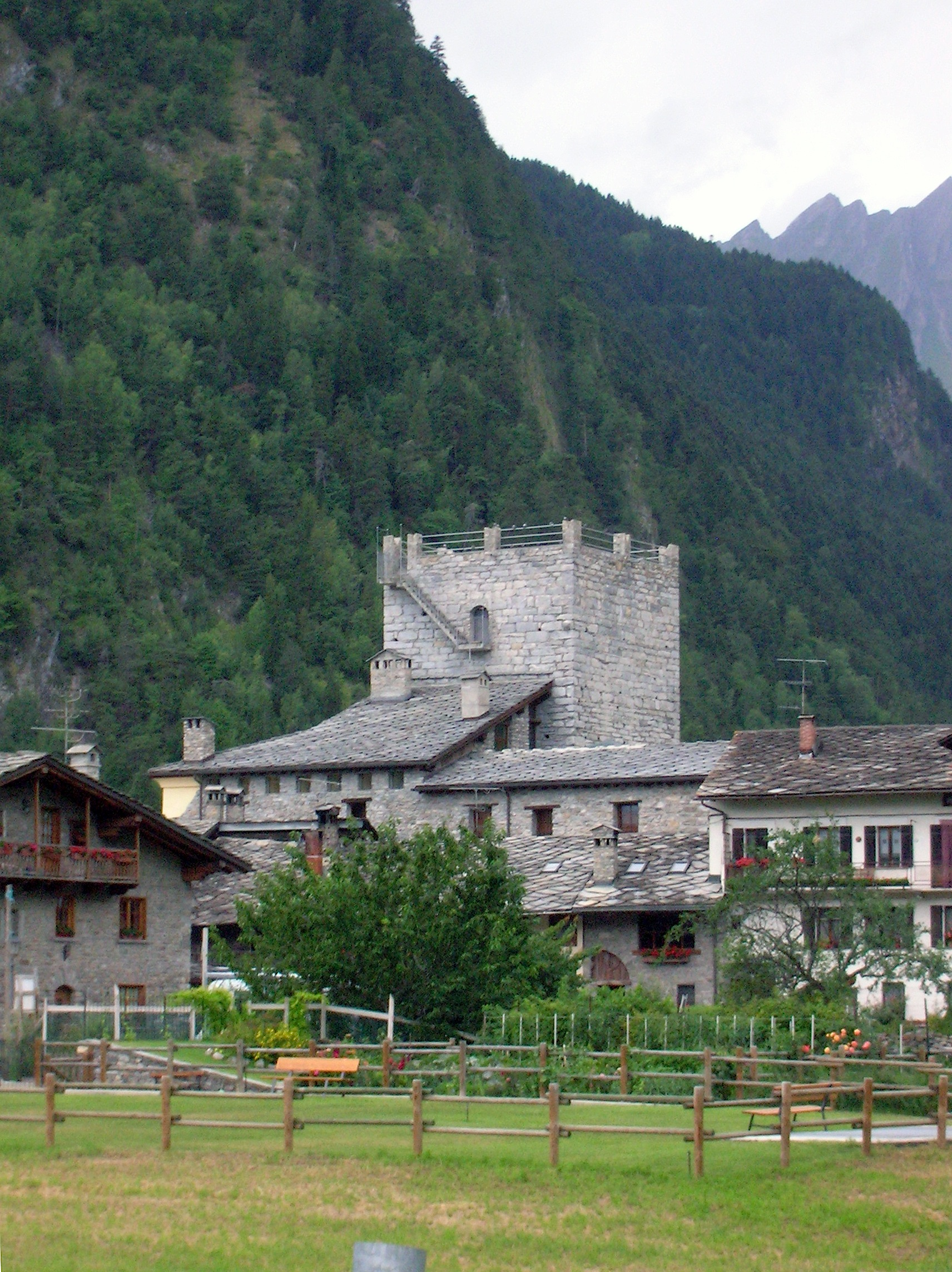
La Tour de l'Archet
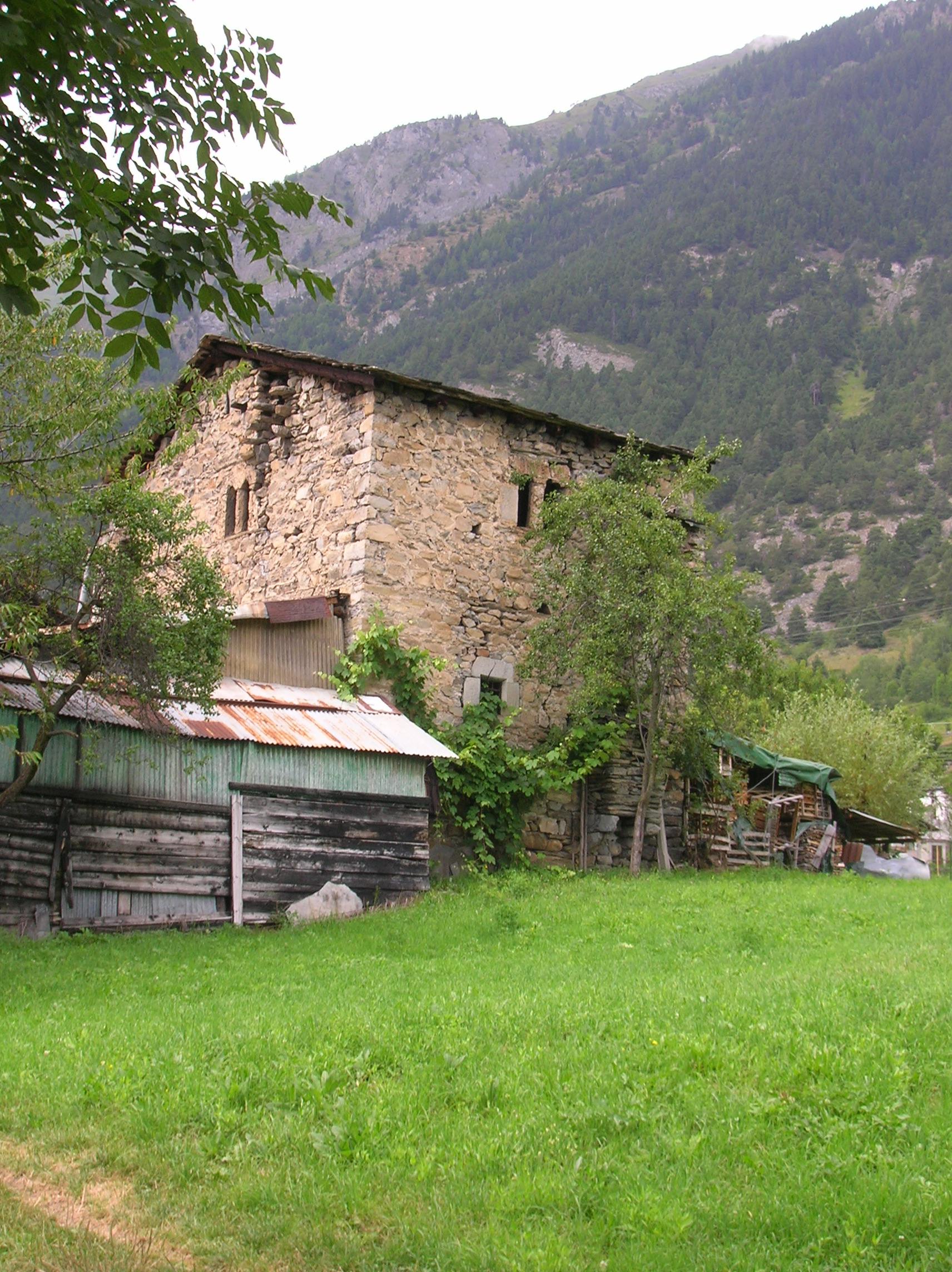
La maison forte Bozel
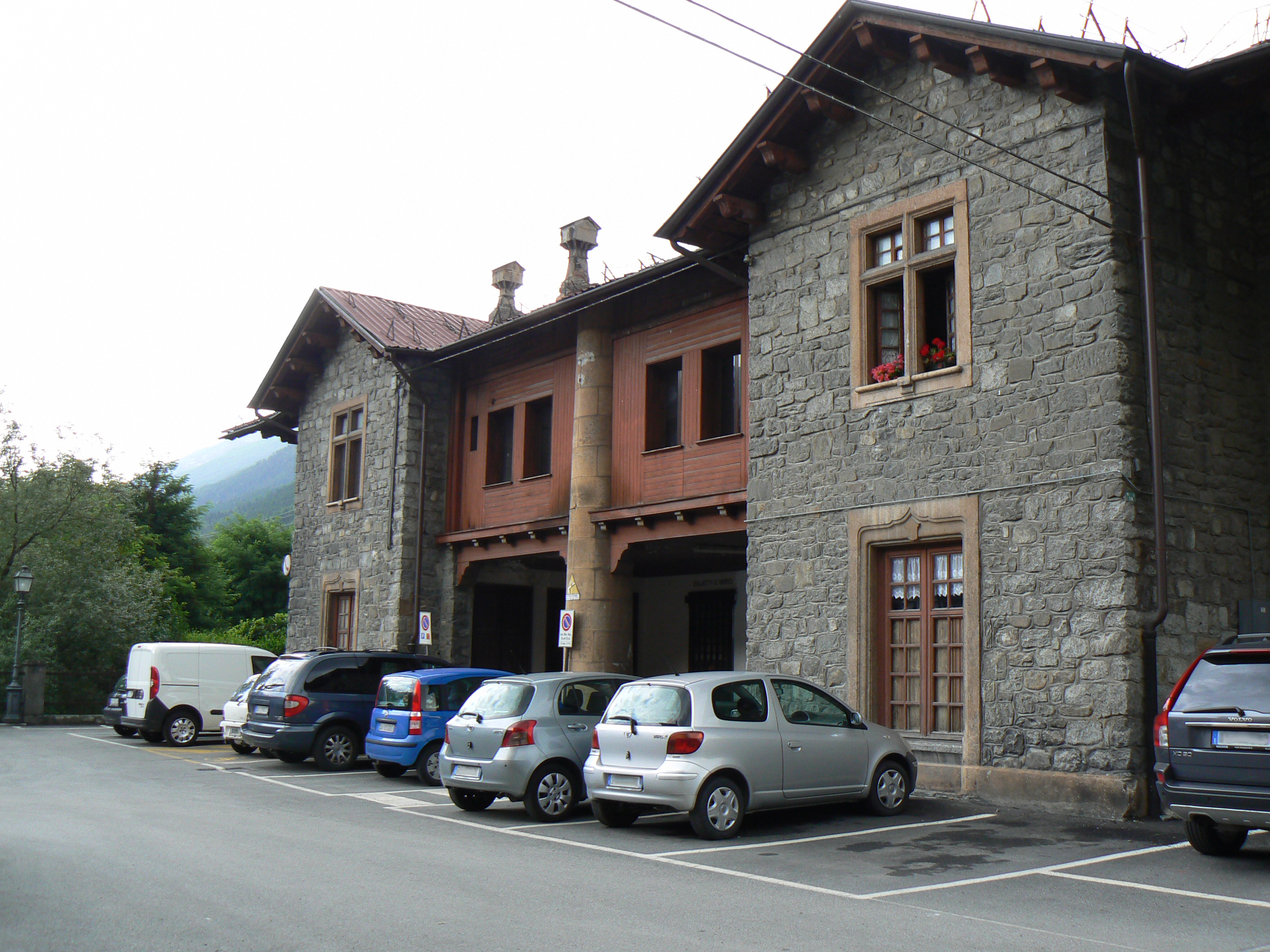
La gare de Morgex, dont le style architectural, comme toutes les gares de la haute Vallée d'Aoste, s'inspire à l'Ôla d'Introd.

## Sport
Dans cette commune se pratiquent le fiolet et le palet, deux des sports traditionnels valdôtains.

## Administration
| Période                                  | Période           | Identité          | Étiquette     | Qualité |
| ---------------------------------------- | ----------------- | ----------------- | ------------- | ------- |
| 10 mai 2005                              | 24 mai 2010       | Lorenzo Graziola  |               | Syndic  |
| 24 mai 2010                              | 20 septembre 2020 | Lorenzo Graziola  | Liste civique | Syndic  |
| 21 septembre 2020                        | En cours          | Federico Barzagli | Liste civique | Syndic  |
| Les données manquantes sont à compléter. |                   |                   |               |         |

## Hameaux
Arpy, Biolley, Dailley, Fosseret, La Ruine, Lavancher, Marais, Montet, Pautex, Ruillard, Tirivel, Villair

## Communes limitrophes
Courmayeur, La Salle, La Thuile, Pré-Saint-Didier